# Mes amis mes amours
Pour l’article homonyme, voir Mes amis, mes amours (film, 2008).
Mes amis mes amours est le titre du sixième roman de Marc Levy paru le 3 juillet 2006.

## Résumé
Deux pères trentenaires, Antoine et Mathias décident d'emménager ensemble dans une maison, à Londres. Ils sont tous les deux de très bons amis, des frères même.
Dans cette nouvelle vie commune, ils décident de mettre deux règles en place : pas le droit au baby-sitting et pas de présence féminine à la maison. Cette « vie de couple » réussira-t-elle ? D'autant plus qu'ils sont tous les deux papas célibataires et vont rencontrer l'amour dans leur quartier français de la capitale britannique. Deux situations parfois dures à gérer.

## Adaptation au cinéma
Le 2 juillet 2008, le film tiré de ce roman est sorti dans les salles françaises. Il est réalisé par la sœur même de Marc Lévy, Lorraine Lévy.